# 戈羅德
48°18′14″N 25°2′3″E / 48.30389°N 25.03417°E
戈羅德（烏克蘭語：Город），是烏克蘭的村落，位於該國西部伊萬諾-弗蘭科夫斯克州，由科索夫區負責管轄，面積5.89平方公里，2001年人口511，人口密度每平方公里86.8人。